# Научные роты
Научные роты — российские военные подразделения, развёрнутые в структуре министерства обороны России на материально-технической базе различных научно-исследовательских организаций и высших военных учебных заведений.
Каждая рота прикреплена к профильным производственным предприятиям отечественного оборонно-промышленного комплекса. Комплектование научных рот призывниками-кандидатами ведётся в соответствии с принципом подходящей квалификации и высокого профессионализма, а направлениями их деятельности выбрано следующее:
- выполнение работ по темам научно-исследовательских проектов, подача и оформление заявок на сделанные изобретения и рационализаторские предложения,
- разработка алгоритмов специального программного обеспечения, математических моделей, программно-моделирующих комплексов, в том числе и их тестирование.

Призыв в научные роты производится из числа студентов вузов. При продолжении военной службы по контракту, после окончания срока службы по призыву, таким военнослужащим возможно присвоение воинского звания лейтенанта. Комплектование научных рот переменным составом начато в России в ходе осеннего призыва 2013 года.
В зависимости от роты и времени призыва конкурс на место может составлять от 2 до 5 человек на место. По состоянию на 2023 год в весенний призыв отправилось служить около 400 человек, в осенний призыв конкурс будет составлять приблизительно 360 мест.
В дальнейшем планируется увеличивать количество научных рот.

## Перечень
По информации сайта Министерства обороны Российской Федерации на 2023 год в его структуре имеются следующие научные роты:
- 1 научная рота военно-морского флота (Взвод «Средств и систем освещения обстановки в океанских и морских зонах»; Взвод «Техники и технологий кораблестроения».) г. Санкт-Петербург, г. Пушкин.
- 5 научная рота сухопутных войск. г. Москва, ул. Головачева, д.2.
- 6 научная рота Восьмого управления Генерального штаба Вооружённых Сил Российской Федерации (Взвод «Развития и совершенствования средств специальной связи, оценки и повышения эффективности защиты государственной тайны»; Взвод «Развития и совершенствования методов и средств защиты информации».) Краснодарский край, г. Краснодар, ул. Красина, 4.
- 7 научная рота Военной академии связи (Взвод «Инфокоммуникационных технологий в системах военной связи»; Взвод «Математического моделирования и программно-алгоритмического обеспечения систем связи».) г. Санкт-Петербург, Тихорецкий проспект, д. 3.
- 8 научная рота ГВМУ, в составе Военно-медицинской академии им. С.М. Кирова[10]
- 9 научная рота РЭБ (Взвод «Исследований и испытаний в области применения сил и средств радиоэлектронной борьбы»; Взвод «Исследований в области радиоэлектронной защиты информации».) г. Тамбов, ул. Тамбов-6.
- 10 научная рота Военной академии материально-технического обеспечения имени генерала армии А.В. Хрулёва (Первый взвод (научный, моделирования процессов управления системы МТО, строительства и содержания военной инфраструктуры), Второй взвод (научный, моделирования процессов материального, технического обеспечения, оснащенности войск ВВСТ).) г. Санкт-Петербург, наб. Макарова, д. 8.
- 11 научная рота Военной академии радиационной, химической и биологической защиты. Костромская обл., г. Кострома, ул. Горького д.16
- 1 научная рота ВИТ "ЭРА" (Взвод «Техническое зрение. Распознавание образов», Взвод «Информатика и вычислительная техника»)
- 2 научная рота ВИТ "ЭРА" (Взвод «Информационная безопасность», Взвод «Информационно-телекоммуникационные системы»)
- 3 научная рота ВИТ "ЭРА" (Взвод «Нанотехнолонии и наноматериалы», 2 взвод «Биотехнические системы и технологии»)
- 4 научная рота ВИТ "ЭРА" (Взвод «Робототехника», Взвод «Энергетика. Технологии, аппараты и машины жизнеобеспечения»)
- 5 научная рота ВИТ "ЭРА" (Рота осуществляет проведение исследований в интересах Главного ракетно-артиллерийского управления)
- 6 научная рота ВИТ "ЭРА" (Взвод «Геоинформационные платформы военного назначения», Взвод «Гидрометеорологическое (метеорологическое) и геофизическое обеспечение»)
- 7 научная рота ВИТ "ЭРА" (Взвод «Малые космические аппараты», Взвод «Технологии искусственного интеллекта в интересах ВВСТ»)
- 8 научная рота ВИТ "ЭРА" (Взвод «Оружие на новых физических принципах», Взвод «Суперкомпьютеры и грид-технологии»)
- 1 гуманитарный научный взвод (Научный взвод предназначен для выполнения научно-прикладных задач в интересах Департамента психологической работы Министерства обороны Российской Федерации и Военного университета)

Основное место базирования научных рот ЭРА — технополис «Эра» (Анапа).
- Научная рота Росгвардии (1 научный взвод: "взвод информационных технологий", 2 научный взвод: "взвод инновационной деятельности", 3 научный взвод: "Гуманитарной направленности".) г.Москва